# Нерретер, Давид
Давид Нерретер (нем. David Nerreter) (8 февраля 1649, Нюрнберг — 5 июля 1726, Старгард) — лютеранский теолог, переводчик.

## Биография
По окончании латинской школы перешёл в гимназию, а в 1668 году поступил в университет Альтдорфа.
Продолжил обучение в университете Кёнигсберга, где в 1672 году получил степень магистра, а затем стал адъюнктом философского факультета.
Предпринял длительную зарубежную поездку, посетив Швецию и Россию, после чего вернулся в Альтдорф, где стал преподавать искусство поэзии.
С 1677 года занимал ряд духовных должностей.
В 1678 году женился на Доротеи Фелиситасе Бок.
В 1709 году был назначен королём Пруссии Фридрихом I генеральным суперинтендантом княжества Померания.
Являлся членом литературного общества «Блюменорден».

### Труды
В 1703 году книгоиздатель Фольфганг Мориц Эндтерс опубликовал в Нюрнберге книгу Нерретера «Mahometanische Moschea, worinn nach Anleitung der VI. Abtheilung von unterschiedlichen Gottes-Diensten der Welt, Alexander Rossens, erstlich der Mahometanischen Religion Anfang, Ausbreitung, Secten, Regierungen, mancherley Gebräuche und vermutlicher Untergang, fürs andre Der völlige Alkoran, nach der besten Edition Ludovici Maraccii, verteutscht, und kürzlich widerlegt wird». По сути, это был перевод на немецкий язык с перевода Корана англичанина Александра Росса.
Другой значимый труд — «Zum Lobe Gottes angestellte Neue Geistliche Sing-Schul in welcher Die von Hrn. D. M. Luther und andern geistreichen Männern aufgesetzte alte und bekannte wie auch von verschiedenen reinen Lehrern udn Gottseeligen Personen verfertigte neue biß dahero den meisten unbekannte Kyrchen-Gesänge und Psalmen», изданный в 1707 году также в Нюрнберге.